# Akalle
Akalle (także Akakallis) – w mitologii greckiej córka Minosa i Pazyfae. Siostra m.in. Ariadny, Androgeosa, Glaukosa, Deukaliona, Fedry i Katreusa.
Została uwiedziona przez Hermesa i urodziła mu syna Kydona – założyciela Kydonii. Inne źródła podają, że Kydon był synem Akalle i Apolla lub też, że Akalle i Apollo mieli trzech synów: Miletosa, Amfitemisa i Garamasa.
W części źródeł, gdy jej ojciec dowiedział się, że została uwiedziona i zaszła w ciążę, wygnał ją do Libii – tam Akalle urodziła Cydona. Według innych wersji mitu, Akalle urodziła na Krecie Miletosa i bojąc się gniewu Minosa, ukryła swojego syna, a Apollo zapewnił mu, jako niemowlęciu, opiekę wilczycy, zaś później oddał na wychowanie pastuchowi. Miletos wyrósł na mocnego i przystojnego mężczyznę i jako taki został zauważony przez Minosa. Uciekł z Krety przed pożądaniem dziada i założył miasto Milet.